# Aïssatou Tounkara
Aïssatou Tounkara (født 16. marts 1995) er en kvindelig fransk fodboldspiller, der spiller for Atlético Madrid i Primera División og Frankrigs kvindefodboldlandshold.
Tounkara startede sin karriere i Buttes Chaumont FC, hvor hun spillede indtil efteråret 2008, hvor hun sluttede sig til Football Féminin Issy-les-Moulineaux, der dengang spillede i landets andenbedste fodboldrække Division 2 Féminine. I offseason 2010 sluttede Tounkara sig til FCF Juvisy i Division 1 Féminine.
Hun blev også udtaget til landstræner Corinne Diacres officielle trup mod EM i fodbold for kvinder 2017 i Frankrig og senere VM i fodbold 2019 på hjemmebane og EM 2022 i England.